# Valerij Porkoejan
Valerij Porkoejan (Oekraïens: Віталій Григорович Хмельницький, Russisch: Виталий Григорьевич Хмельницкий) (Kirovograd, 4 oktober 1944) is een voormalig voetballer en voetbaltrainer uit de Sovjet-Unie van Oekraïense afkomst. Voor het uiteenvallen van de Sovjet-Unie werd zijn naam altijd in het Russisch geschreven als Valeri Porkoejan.

## Biografie
Porkoejan begon zijn carrière bij Zirka Kirovograd en maakte in 1965 de overstap naar Tsjernomorets Odessa. Daar werd hij opgemerkt door Spartak Moskou en Dnjerp Dnjepropetrovsk, maar hij koos daarna voor Dinamo Kiev. Met de club werd hij drie keer op rij landskampioen van 1966 tot 1968 en won hij in 1966 ook de beker. Hij slaagde er echter niet om een basisspeler te worden. In 1970 keerde hij terug naar Tsjernomorets Odessa en beëindigde zijn carrière bij Dnjepr, waar zijn voormalige teammaat en nu coach Valeri Lobanovsky hem naartoe haalde.
Hij speelde ook 8 wedstrijden voor het nationale elftal en scoorde vier keer in zijn eerste drie wedstrijden. Hij maakte beide goals in de derde groepswedstrijd tegen Chili en maakte ook het winnende doelpunt in de kwartfinale tegen Hongarije. In de halve finale tegen West-Duitsland maakte hij de aansluitingstreffer in de 88ste minuut, maar kon niet verhinderen dat ze uitgeschakeld werden. Hij werd ook geselecteerd voor het WK 1970, maar werd daar niet ingezet.
Na zijn spelerscarrière werd hij trainer en trainder voornamelijk Tsjornomorets Odessa.